# Riders in the Store
Riders in the Store je debutové album pražské elektronické skupiny Skyline. Vyšlo na nezávislém labelu Intellygent Records na podzim 2001 a ihned po svém vydání vzbudilo nemalý rozruch na české klubové scéně[zdroj?] a dočkalo se i velmi příznivých recenzí.  Název alba neskrývaně odkazuje na slavnou skladbu The Doors „Riders on the Storm“, hudebně toho s ní ale moc společného nemá.

## Tehdejší sestava
Skyline nahráli album Riders in the Store ještě ve staré sestavě v čele se zakládajícími členy hoffym_m (programming) a Radkem B (bicí), kteří jako jediní zůstali ve skupině i v době vydání druhého řadového alba Urbanica. Další členové z éry Riders - Strictly Orange (vokály), Štěpán Jamník (programming, violoncello), Rich FD (saxofon, melodica) a Sister Zulu (vokály) - postupem času (za různých okolností) opustili skupinu. Ve skladbě Syco se ještě objevuje hlas další bývalé zpěvačky Skyline Adély Gálové.

## Nahrávání
Skyline byli v roce 2001 již zavedenou elektronickou skupinou[zdroj?], která za dobu svého působení vystoupila i na takových festivalech jako byl Jelení příkop či Trutnov Open Air. Proto bylo logické, že na sebe první album nenechá dlouho čekat. Skupina se nakonec domluvila s nezávislým, dnes již neexistujícím, vydavatelstvím Intellygent Recordings. Album se převážně nahrávalo ve studiu jáMOR Ondřeje Ježka a studiu Jižák Tomáše Sochůrka. Dokončovací práce na desce proběhly v Krkonoších, kde kapele vydavatelství pronajalo motorest. Fotky na booklet byly pořízeny v pražském Tescu a hotové album pak prošlo křtem v klubu Roxy, domovské scéně Skyline.

## Seznam skladeb
1. Breaking da dust
2. Downtown madness
3. Silent stream
4. Rockin´us
5. Jupiter
6. Bubbles
7. Love the way
8. Aika
9. Fluffy
10. Syco
11. So wait